# ISO 3166-2:FM
ISO 3166-2:FM — стандарт Международной организации по стандартизации, который определяет геокоды. Является подмножеством стандарта ISO 3166-2, относящимся к Федеративным Штатам Микронезии. Стандарт охватывает 4 округа штата Федеративных Штатов Микронезии. Каждый геокод состоит из двух частей: кода Alpha2 по стандарту ISO 3166-1 для Федеративных Штатов Микронезии — FM и дополнительного кода, записанных через дефис. Дополнительный трёхбуквенный код образован созвучно названию штата. Геокоды штатов Федеративных Штатов Микронезии являются подмножеством кодов домена верхнего уровня — FM, присвоенного Федеративным Штатам Микронезии в соответствии со стандартами ISO 3166-1.

## Геокоды Федеративных Штатов Микронезии
Геокоды 4 штатов административно-территориального деления Федеративных Штатов Микронезии.
| Геокод | Административная единица | Статус |
| ------ | ------------------------ | ------ |
| FM-TRK | Трук                     | штат   |
| FM-KSA | Кусаие                   | штат   |
| FM-PNI | Понпеи                   | штат   |
| FM-YAP | Яп                       | штат   |

## Геокоды пограничных Федеративным Штатам Микронезии государств
- Папуа-Новая Гвинея — ISO 3166-2:PG (на юге (морская граница)).
- Индонезия — ISO 3166-2:ID (на юге (морская граница)).